# گای کلارکسون
گای کلارکسون (انگلیسی: Guy Clarkson; ۱ ژانویهٔ ۱۸۹۱ – ۱ اکتبر ۱۹۷۴) بازیکن هاکی روی یخ اهل کانادا بود.